# 纤细马先蒿中国亚种
纤细马先蒿中国亚种（学名：[Pedicularis gracilis sp. sinensis] 错误：{{Lang}}：文本有斜体标记（帮助））为玄参科马先蒿属下的一个亚种。

## 扩展阅读
- 維基物種上的相關：纤细马先蒿中国亚种